# Mynes guérini
Mynes guérini är en fjärilsart som beskrevs av Wallace 1869. Mynes guérini ingår i släktet Mynes och familjen praktfjärilar. Inga underarter finns listade i Catalogue of Life.